# John Amabile
John C. Amabile, Jr. (ur. 23 kwietnia 1962 w Jersey City) – portorykański bobsleista, uczestnik igrzysk olimpijskich w Albertville (1992), Lillehammer (1994) i Nagano (1998).

## Kariera sportowa
Podczas Igrzysk w Albertville w 1992 roku Amabile wraz z Jorge Bonnetem uczestniczył w konkurencji bobslejowych dwójek, tworząc drugą osadę Portoryka (w pierwszej znajdowali się Liston Bochette i Douglas Rosado). Portoryko-2 ukończyło konkurs na ostatnim, 46. miejscu, tracąc do poprzedzającej go drugiej osady Wysp Dziewiczych USA blisko 25 sekund. Wynikało to z faktu, iż na szóstym zakręcie drugiego zjazdu bobslej Portorykańczyków przewrócił się do góry płozami i w taki sposób zjechał do końca trasy.
Dwa lata później, na Igrzyskach Olimpijskich w Lillehammer Portoryko wystawiło tylko jedną osadę dwójek, w której ponownie znalazła się para Amabile – Bonnet. Portorykańczycy ukończyli zmagania na 40. pozycji, wyprzedzając osady z San Marino, Amerykańskich Wysp Dziewiczych (drugą) oraz zdyskwalifikowanych Jamajczyków.
Na trzeciej z kolei imprezie tej rangi, w Nagano Amabile wystąpił z nowym partnerem, Josephem Keosseianem. Jednak portorykańska osada ukończyła prawidłowo zaledwie jeden przejazd, po drugim będąc zdyskwalifikowaną z uwagi na zbyt dużą masę pojazdu. W rezultacie, wspólnie z Czechami, którzy nie przystąpili do trzeciego przejazdu, nie zostali sklasyfikowani.
| Igrzyska         | Data              | Konkurencja       | Partner          | Rezultat | Strata  | Pozycja |
| ---------------- | ----------------- | ----------------- | ---------------- | -------- | ------- | ------- |
| Albertville 1992 | 15–16 lutego 1992 | bobsleje (dwójki) | Jorge Bonnet     | 4:41,61  | 0:38,35 | 46      |
| Lillehammer 1994 | 19–20 lutego 1994 | bobsleje (dwójki) | Jorge Bonnet     | 3:41,21  | 0:10,40 | 40      |
| Nagano 1998      | 14–15 lutego 1998 | bobsleje (dwójki) | Joseph Keosseian | —        | —       | DQ      |

## Życie prywatne
Amabile z zawodu jest okulistą. Podobnie jak kolega z reprezentacji, Liston Bochette, jest absolwentem University of Florida
W 2002 roku Amabile został skazany na siedem lat pozbawienia wolności w związku z oszustwem dotyczącym ubezpieczenia zdrowotnego.